# Jean Broadhurst
Jean Broadhurst (* 29. Dezember 1873 in Stockton, New Jersey; † 4. September 1954) war eine US-amerikanische Botanikerin, Bakteriologin und Hochschullehrerin. Sie ist bekannt für ihre Arbeit zum Nachweis des Masernvirus.

## Leben und Werk
Broadhurst wurde in Stockton geboren. Ihre Vorfahren waren der Engländer Richard Stout (1615–1705), der 1630 nach New Jersey kam, und die Holländerin Penelope Van Princis, die er 1940 nach einem Schiffbruch bei der Ankunft in Jersey von Indianern befreit hatte. Broadhurst besuchte bis 1892 die New Jersey State Normal School und studierte dann am Teachers College der Columbia University, wo sie 1903 den Bachelor of Science und 1908 den Master of Arts erwarb. 1914 promovierte sie an der Cornell University.
Von 1903 bis 1906 unterrichtete sie als Assistentin in der Abteilung für Botanik und Zoologie am Barnard College und von 1906 bis zu ihrer Emeritierung 1939 lehrte und forschte sie an der Columbia University. Nach ihrer Pensionierung arbeitete sie als emeritierte Professorin weiterhin in der bakteriologischen Forschung am Teachers College der Columbia University.
In ihrer Forschung beschäftigte sie sich mit der Klassifizierung und Kultivierung von Bakterien und Viren. Sie nutzte die Technik der Gewebekultur und untersuchte verschiedene Krankheiten wie Halsinfektionen, Scharlach, Masern und bei Kühen Mastitis.
Ihre frühe wissenschaftliche Forschung lag im Bereich der Botanik. Sie veröffentlichte eine Monographie über Farne und war Herausgeberin mehrerer Texte zur Hygiene.
Ihr offizielles botanisches Autorenkürzel lautet Brodh.

## Masernnachweis
Der erste Masernimpfstoff wurde erst 1963 entwickelt und da ein Masern-Antiserum nur aus Genesungsfällen erhalten werden konnte, war die Kontrolle der Masern bis dahin weitgehend von der sofortigen Diagnose der Krankheit und der Isolierung des Patienten abhängig.
Broadhurst gelang es nach über einem Jahr Forschung, das Masernvirus bei Schleimabstrichen nachzuweisen. Sie kündigte im November 1937 ihre Nachweismethode an, die das Warten auf einen charakteristischen Ausschlag oder Fieber bei einer Maserninfektion erübrigte. Somit konnte schnell festgestellt werden, ob Halsschmerzen eine Erkältung bedeuteten oder eine Maserninfektion vorlag.
Sie veröffentlichte ihre Ergebnisse im The Journal of Infectious Diseases. Ihre Studie basierte auf einer Untersuchung von Proben aus mehr als 160 Masernfällen. Mit dem Farbstoff Nigrosin gelang es ihr und ihrem Team, die Einschlusskörper im Virus zu färben und damit sichtbar zu machen.

## Mitgliedschaften
- Sigma Xi
- Sigma Delta Epsilon
- American Association for the Advancement of Science
- Society of American Bacteriologists

## Veröffentlichungen (Auswahl)
- Lippincott’s Home Manuals: Home and Community Hygiene. Lippincott, 1918.
- mit Margaret Estelle Maclean, Vincent Saurino: Inclusion Bodies in Measles. In: The Journal of Infectious Diseases. 61 (2), S. 201–207, 1937.
- The Early Diagnosis of Measles. In: The American Journal of Nursing. Band 38, Nr. 3, 1938, ISSN 0002-936X, S. 251–253, doi:10.2307/3413383, JSTOR:3413383.
- Environmental studies of streptococci, with special reference to the fermentative reactions; a thesis presented at the faculty of the Graduate School … for the degree of Doctor of Philosophy. 1923, Neuauflage 2010, Nabu Press, ISBN 978-1-176-60534-3.
- mit Gladys Cameron, M. Estelle Maclean, Vincent Saurino: Inclusion Bodies in Scarlet Fever. In: The Journal of Infectious Diseases. Volume 64, Issue 3, 1939, S. 193–205.